# Сражение при Вальсекильо
Сражение при Вальсекильо (исп. Batalla de Valsequillo), или Сражение при Пеньярройе (исп. Peñarroya) последнее наступление войск Народной армии Испанской республики во время гражданской войны, предпринятое на Эстремадурском фронте в январе 1939 года с целью отвлечения войск националистов с Каталонского ТВД.

## Планы и силы сторон
После поражения республиканцев в битве на Эбро считалось само собой разумеющимся, что Франко начнет новое наступление (на этот раз окончательное) против изолированного от Республики региона Каталонии. По этой причине было необходимо срочно начать крупное наступление, которое отвлечет силы мятежников и заставит их отказаться от своих планов относительно Каталонии.
План этого амбициозного наступления был поздним воплощением так называемого «Плана П» генерала Висенте Рохо: вызвать наступлением крах франкистского фронта на юге и продвинуться к Мериде, разделив так называемую «национальную зону» пополам, и таким образом, косвенно помочь республиканским войскам, которые сопротивлялись наступлению националистов в Каталонии и Валенсии.
Республиканские силы, развернутые для наступления, состояли их трехдивизионного XXII армейского корпуса подполковника Хуана Ибарролы, трехдивизионной Группы «Тораль» майора милиции Ниламона Тораля, колонны поддержки «Ф» майора милиции Б. Фернандеса Санчеса. В качестве поддержки была придана группировка танков и несколько эскадрилий самолетов. В целом соединения Эстремадурской армии генерала Антонио Эскобара (начальник штаба Мануэль Матальяна) были очень многочисленны, но им не хватало вооружения и припасов. К концу войны моральный дух солдат республиканских войск был низким.
Из-за второстепенного стратегического значения этого ТВД националистические войска Южной армии Кейпо де Льяно уступали по численности республиканцам. Они были сведены в две группы: четырехдивизионная Группа «А» Франсиско Гарсиа-Эскамеса занимала северный участок сектора, трехдивизионная Группа «Б» Артуро Муньоса Кастельяноса располагалась к югу от позиций республиканцев, сосредоточив свои усилия на защите Пеньярройи.

## Ход сражения
5 января 1939 года XXII республиканский армейский корпус начал внезапную атаку со своих позиций и прорвал фронт националистов в секторе Инохоса-дель-Дуке, образовав брешь в восемь километров. На следующий день республиканским войскам удается прорвать вторую линию обороны повстанцев и занять Фуэнте-Обехуну, но 6 января франкисты останавливают их продвижение на юг у Пеньярройи. Однако 7 января республиканцы смогли продолжить наступление на центральном направлении и занять Лос-Бласкес и Пераледа-дель-Саусехо. Всего за три дня войска сумели занять около 500 квадратных километров, что стало самым крупным завоеванием Республикой территории за всю войну.
Кейпо де Льяно предупреждает главное командование националистов, что ему не хватает резервов в Андалузии, чтобы противостоять наступлению республиканцев, и постоянно просит у Франко подкрепления, но последний приказывает, чтобы на помощь Кейпо де Льяно прибыли только войска, ближайшие к угрожаемой зоне, отказываясь останавливать или задерживать своё наступление через Каталонию.
Плохая погода осложняет операцию, и с 8 января продвижение республиканских войск парализовано проливным зимним дождем, который превращает местность в сплошное болото. Несмотря на непогоду и усилившееся сопротивление франкистов, наступление продолжилось в последующие дни. После преодоления реки Зухар республиканцы подошли к Асуаге на юге и Монтеррубио-де-ла-Серена на севере. Линия фронта наступления приобрела форму мешка, горловина которого не превышала 15 км и контролировалась франкистами с возвышенности Сьерра-Трапера с севера и холмов Мано-де-Йерро с юга, что создавало угрозу для дальнейшего продвижения.
14 января франкисты отбили попытку республиканцев продолжить наступление, и сами, в свою очередь, с 17 января при поддержке авиации начали собственное контрнаступление, сочетая атаки пехоты с неожиданными атаками кавалерии. Республиканские войска пытаются перейти к обороне, но нехватка боеприпасов и массовое дезертирство заставляет их отступать с захваченных в течение предыдущих дней позиций. 22 января националисты занимают Пераледа-дель-Саусехо, 25-го — Фуэнте-Обехуну, 27-го восстанавливают первоначальную линию фронта.
Ожесточенные бои продолжались, так как республиканцы не отказывались от попыток возобновить наступление, и прекратились только 4 февраля.

## Результаты
Потери республиканцев достигли 6000 убитых, франкистов — около 2000 убитых. Хотя первоначально было занято большое количество городов и значительная территория, на этом этапе войны это было бесполезно. Наступление франкистов в Каталонии нисколько не пострадало, а наступление республиканцев в Эстремадуре застопорилось без всякой перспективы.
Новое поражение убедило многих республиканских военных, включая генерала Эскобара, в том, что война безвозвратно проиграна, и что республиканская армия не сможет изменить ситуацию. Это выльется в поддержку переворота, организованного полковником Касадо против правительства Негрина.